# Véronique Roux
Véronique Roux est une pianiste classique française, née en 1955.

## Biographie
Véronique Roux commence ses études musicales au conservatoire de Marseille auprès de Pierre Barbizet et obtient un premier prix de piano. Entrée au Conservatoire national supérieur de musique de Paris à 15 ans, elle y reçoit l'enseignement de Jeanne-Marie Darré, Geneviève Joy et Gabriel Tacchino puis y obtient deux premiers prix, en piano et en musique de chambre.
Lauréate de nombreux prix, elle se produit comme soliste en récital tant en France qu'en Europe : Allemagne, Angleterre, Autriche, Belgique, Irlande, Italie, Suisse.
Parmi les orchestres français avec lesquels elle se produit, citons l’Orchestre national de Lille, l'Orchestre Provence-Côte d’Azur, celui du Grand Théâtre de Bordeaux, de l’Opéra de Marseille, l’Orchestre Haydn de Bolzano et Trente et l’Orchestre de l’Opéra de Monte-Carlo ; à l'étranger, ceux du Bayerischer Rundfunk de Munich et de la RAI à Milan. Elle a notamment joué sous la direction de chefs comme Jean-Claude Casadesus. Elle se perfectionne en étudiant avec Paul Badura-Skoda, Dmitri Bachkirov, Eugène Malinine et György Sebök. Elle donne des concerts dans les festivals de Lille, Saint-Céré, Antibes, à la Fondation Cziffra, la fondation Menuhin. Parallèlement à cette carrière de soliste, la musique de chambre tient une grande place dans son parcours musical. Elle joue en duo avec Philippe Bary, son époux, violoncelliste à l’Opéra de Paris, et a formé le Trio Florent Schmitt, avec son époux au violoncelle et la violoniste Patricia Reibaud.

## Récompenses
- 2e prix à l'unanimité au Concours Casella à Naples (1976)
- 2e prix de Piano au Concours International Busoni à Bolzano (1977)
- Médaille d’argent de la ville de Paris au Concours international Marguerite-Long (1979)

## Choix d'enregistrements
- André Jolivet, Première et deuxième sonates pour piano, éd. Cybelia, CY 667
- Charles Koechlin, Sonate pour piano et violon; sonate pour piano et violoncelle, éd. Cybelia, CY 663
- Albert Roussel, Trio pour piano, violon et violoncelle, éd. Cybelia, CY 700
- Florent Schmitt, Sonatine en trio pour piano, violon et violoncelle; chant élégiaque pour violoncelle et piano, éd. Cybelia, CY 700

ainsi que des disques consacrés à des œuvres de Francis Poulenc et Maurice Ravel.

### Sources
texte de présentation du disque consacré aux sonates d'André Jolivet